# NGC 6997
NGC 6997 est un amas ouvert situé dans la constellation du Cygne. Il a été découvert par l'astronome germano-britannique William Herschel en 1786.
La taille apparente de l'amas est comprise entre 6,9'et 8' (6,45 ± 0,55 minutes d'arc), ce qui, compte tenu de la distance égale à 875 ± 25 pc et grâce à un calcul simple, équivaut à une taille réelle de 6,2 ± 0,6 al.
Selon la classification des amas ouverts de Robert Trumpler, cet amas renferme moins de 50 étoiles (lettre p), dont la concentration est moyennement faible (III) et dont les magnitudes se répartissent sur un intervalle moyen (le chiffre 2),. Le site Lynga considère que cet amas renferme entre 50 et 100 étoiles (lettre m), mais il indique également que l'amas compte 40 étoiles, ce qui contredit sa classification.
Cet amas est situé tout près de NGC 6996. D'ailleurs, certains considèrent que ce n'est qu'un seul amas (voir l'article NGC 6996 pour plus de détails).

## Caractéristiques
Plusieurs caractéristiques apparaissent sur la base de données Simbad, mais une publication très récente (2023) basée sur les mesures de la parallaxe par le satellite Gaia a permis une mise à jour importante des données. Les données du « GAIA EARLY DATA RELEASE 3 (GAIA EDR3) » ont également permis aux auteurs (Almeida, Monteiro et Dias) de cette publication d'estimer la masse de 773 amas ouverts, dont celle de NGC 6997 qui est de 535 ± 107 {\displaystyle M_{\odot }}.

### Distance et vitesse
Cet amas est à 857 ± 13 pc du système solaire.
Quatre valeurs de la distance sont indiquées sur la base de données Simbad, mais les plus récentes et les plus précises proviennent aussi des mesures de la parallaxe des étoiles de l'amas par le satellite Gaia, soit environ 901 pc (∼2 940 al) et 863 ± 13 pc (∼2 810 al). Ces valeurs sont semblables à celle obtenue par Almeida.
Quatre vitesses sont aussi indiquées sur la base de données Simbad : −19,39 ± 0,99 km/s, −18,79 ± 0,43 km/s, −19,037 ± 0,609 km/s et  −19,61 ± 0,21 km/s pour une vitesse moyenne de −19,2 ± 0,6 km/s.

### Métallicité
Simbad rapporte deux valeurs de la métallicité provenant d'articles publiés en 2021 : 0,096 et 0,172. La valeur indiquée par Almeida est de 0,124 ± 0,088. Selon cette veleur, le pourcentage d'éléments lourds (plus lourd que l'hydrogène et l'hélium) de cet amas serait compris entre 109% et 163% (100,124 ± 0,088) de celui du Soleil.

### Âge
Webda et Lynga indiquent un âge de 100 millions d'années (log10=8,0),. Selon Almeida, cet amas est bien plus vieux, soit 428 millions d'années.

## Étoiles
Simbad montre aussi un bouton nommé Children. En cliquant sur ce bouton, on atteint une section de cette base de données qui renferme un tableau contenant 670 entrées, dont 401 Children, pour NGC 6997. Cependant, des étoiles (les Children) peuvent apparaître plusieurs fois dans la deuxième colonne du tableau, d'où le nombre de liens bibliographiques qui est supérieure au nombre d'étoiles. La quatrième colonne de ce tableau indique la probabilité que l'étoile appartienne à l'amas. En cliquant sur le titre de cette colonne, on peut classer la probabilité par ordre croissant ou décroissant. En cliquant sur la désignation de l'étoile, on atteint la page de Simbad qui résume ses propriétés.